# Sixt-Fer-à-Cheval
Sixt-Fer-à-Cheval és un municipi francès situat al departament de l'Alta Savoia i a la regió d'Alvèrnia-Roine-Alps. L'any 2007 tenia 788 habitants.

## Demografia

### Població
El 2007 la població de fet de Sixt-Fer-à-Cheval era de 788 persones. Hi havia 328 famílies de les quals 96 eren unipersonals (48 homes vivint sols i 48 dones vivint soles), 92 parelles sense fills, 112 parelles amb fills i 28 famílies monoparentals amb fills.
La població ha evolucionat segons el següent gràfic:
Habitants censats

### Habitatges
El 2007 hi havia 773 habitatges, 334 eren l'habitatge principal de la família, 391 eren segones residències i 49 estaven desocupats. 583 eren cases i 190 eren apartaments. Dels 334 habitatges principals, 217 estaven ocupats pels seus propietaris, 91 estaven llogats i ocupats pels llogaters i 26 estaven cedits a títol gratuït; 8 tenien una cambra, 41 en tenien dues, 95 en tenien tres, 82 en tenien quatre i 109 en tenien cinc o més. 274 habitatges disposaven pel capbaix d'una plaça de pàrquing. A 136 habitatges hi havia un automòbil i a 163 n'hi havia dos o més.

### Piràmide de població
La piràmide de població per edats i sexe el 2009 era:
| Homes | Edats   | Dones |
| ----- | ------- | ----- |
| 0     | 95 o +  | 0     |
| 0     | 90 a 94 | 4     |
| 0     | 85 a 89 | 12    |
| 0     | 80 a 84 | 0     |
| 0     | 75 a 79 | 12    |
| 4     | 70 a 74 | 12    |
| 20    | 65 a 69 | 16    |
| 32    | 60 a 64 | 28    |
| 20    | 55 a 59 | 8     |
| 20    | 50 a 54 | 8     |
| 48    | 45 a 49 | 28    |
| 28    | 40 a 44 | 40    |
| 20    | 35 a 39 | 36    |
| 36    | 30 a 34 | 24    |
| 12    | 25 a 29 | 16    |
| 16    | 20 a 24 | 24    |
| 40    | 15 a 19 | 24    |
| 40    | 10 a 14 | 36    |
| 20    | 5 a 9   | 4     |
| 12    | 0 a 4   | 12    |

## Economia
El 2007 la població en edat de treballar era de 531 persones, 438 eren actives i 93 eren inactives. De les 438 persones actives 420 estaven ocupades (225 homes i 195 dones) i 18 estaven aturades (8 homes i 10 dones). De les 93 persones inactives 29 estaven jubilades, 31 estaven estudiant i 33 estaven classificades com a «altres inactius».

### Ingressos
El 2009 a Sixt-Fer-à-Cheval hi havia 330 unitats fiscals que integraven 764 persones, la mediana anual d'ingressos fiscals per persona era de 18.293 €.

### Activitats econòmiques
Dels 100 establiments que hi havia el 2007, 3 eren d'empreses extractives, 2 d'empreses alimentàries, 3 d'empreses de fabricació d'altres productes industrials, 24 d'empreses de construcció, 10 d'empreses de comerç i reparació d'automòbils, 3 d'empreses de transport, 20 d'empreses d'hostatgeria i restauració, 1 d'una empresa d'informació i comunicació, 6 d'empreses immobiliàries, 4 d'empreses de serveis, 19 d'entitats de l'administració pública i 5 d'empreses classificades com a «altres activitats de serveis».
Dels 32 establiments de servei als particulars que hi havia el 2009, 3 eren paletes, 12 fusteries, 3 lampisteries, 3 electricistes, 1 empresa de construcció, 1 perruqueria i 9 restaurants.
Dels 4 establiments comercials que hi havia el 2009, 1 era una gran superfície de material de bricolatge, 1 una botiga de més de 120 m², 1 una botiga de menys de 120 m² i 1 una botiga de mobles.
L'any 2000 a Sixt-Fer-à-Cheval hi havia 13 explotacions agrícoles.

## Equipaments sanitaris i escolars
El 2009 hi havia una escola elemental.

## Poblacions més properes
El següent diagrama mostra les poblacions més properes.